# Bitwa o Metz
Bitwa o Metz – trwająca blisko trzy miesiące batalia pomiędzy siłami armii amerykańskiej, a niemieckicm Wehrmachtem i Waffen-SS na froncie zachodnim II wojny światowej. Doszło do niej na przedpolach miasta Metz po przełamaniu obrony niemieckiej w Normandii. Atak oddziałów amerykańskiej 3 Armii napotkał zdecydowany opór wojsk niemieckich, co spowodowało ciężkie straty po obu stronach. Silnie ufortyfikowane miasto zostało zajęte przez Amerykanów przed końcem listopada 1944 roku, a pozostałe wojska niemieckie skapitulowały.

## Przygotowania

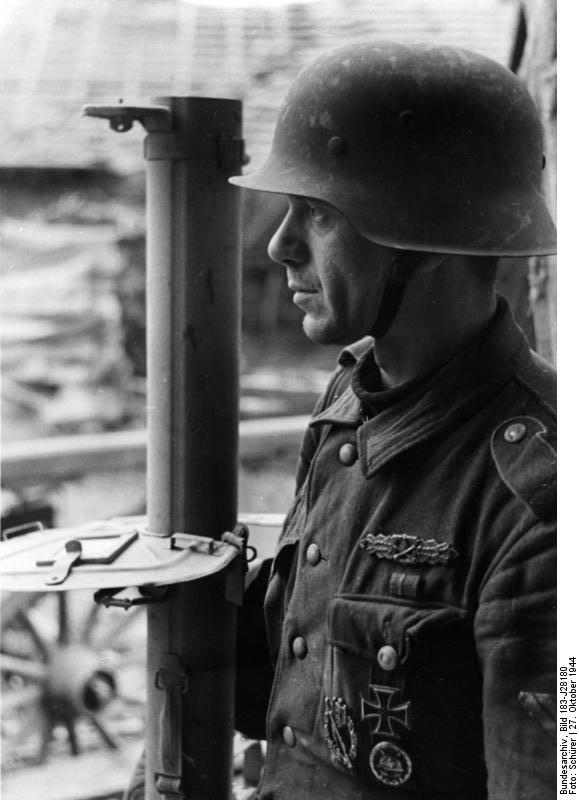
Żołnierz 462 Dywizji Grenadierów Ludowych, uzbrojony w granatnik przeciwpancerny Panzerschreck, obrońca jednego z Fortów Metzu jesienią 1944 r.

Metz był silnie ufortyfikowanym miastem, położonym w widłach rzek Mozela i Seille. Na fortyfikacje te składało się kilka fortów i punktów obserwacyjnych połączonych ze sobą systemem obwałowań i tuneli powstałych w większości w XIX wieku. Należące do roku 1870 do Francji, następnie do Niemiec, a od roku 1918 ponownie do Francji, po upadku Francji w roku 1940 miasto zostało zaanektowane i włączone raz jeszcze w granice III Rzeszy. Dla ogromnej większości Niemców Metz był niemieckim miastem. W pierwszych latach wojny Wehrmacht nie przywiązywał większej wagi do jego obrony, w rezultacie większość ciężkiego uzbrojenia fortów została z nich zabrana i przeniesiona gdzie indziej.
Jednakże, gdy po przełamaniu niemieckiego oporu w Normandii siły Aliantów ruszyły w głąb terytoriów okupowanych, Metz stał się dla niemieckiego dowództwa ważnym ośrodkiem oporu, w nadziei powstrzymania alianckiego natarcia w kierunku na południowe Niemcy. Pod koniec sierpnia 1944 roku wojska niemieckie w Lotaryngii zdołały przygotować linie obrony, co zmusiło 3 Armię generała Pattona do wstrzymania ofensywy. W rezultacie nastąpiła ponad 3-miesięczna przerwa w działaniach ofensywnych na froncie zachodnim. Forty i inne punkty oporu Metzu zostały silnie uzbrojone i zamaskowane tak dobrze, że ani rozpoznanie lotnicze, ani wywiad francuski nie potrafiły niektórych przedmiotów zidentyfikować, za co mieli wkrótce zapłacić amerykańscy żołnierze. Zgodnie z osobistym rozkazem Hitlera z marca 1944 roku dowódcy miast-fortec mieli bronić się do ostatniego żołnierza, a otoczone forty mogły poddawać się wyłącznie za osobistą zgodą Führera. Gdy 3 Armia dotarła do Verdun i zagroziła terytorium Saary w Niemczech, Metz został również ogłoszony „twierdzą”. W ten sposób dowództwo niemieckie chciało zyskać na czasie dla wzmocnienia obrony linii Zygfryda. Rozkaz obrony otrzymała 1 Armia niemiecka dowodzona przez generała Otto von Knobelsdorffa. Wywiad aliancki oceniał, że wojska niemieckie w tym rejonie stanowią odpowiednik czterech i pół dywizji piechoty i wojsk pancernych.

## Bitwa

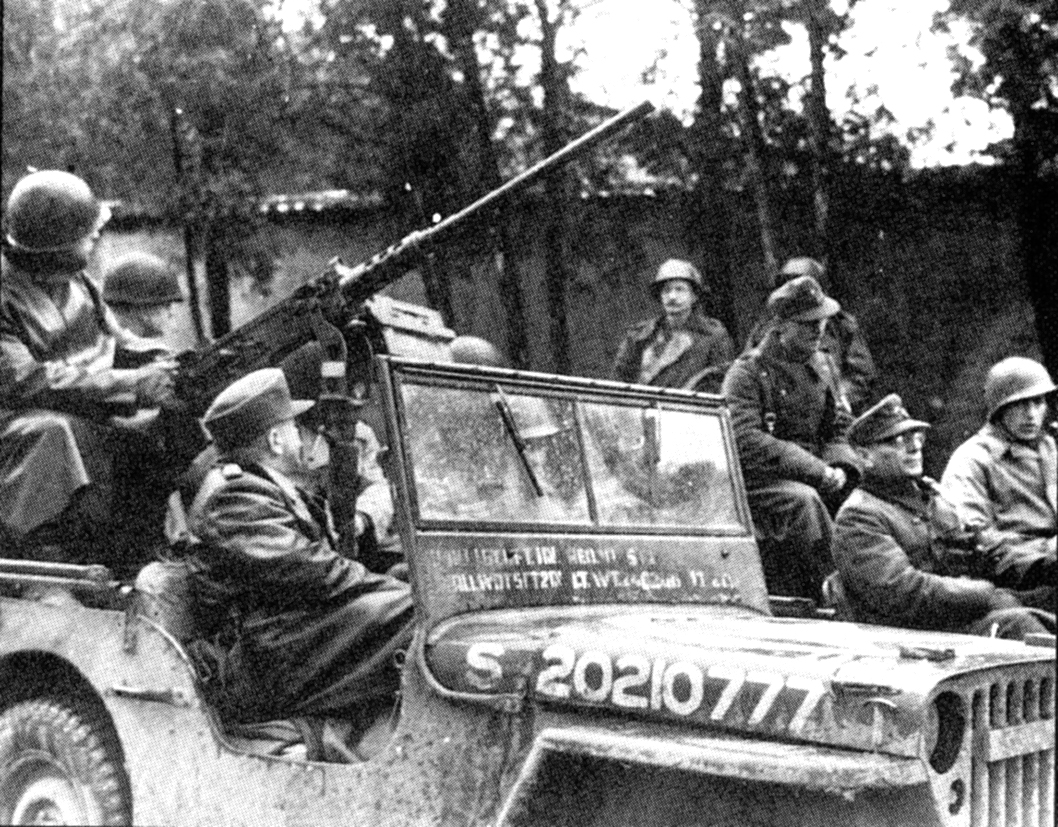
Oficerowie „Festung Metz”, Generalmajor SS Anton Dunckern i pułkownik Constantine Meyer w niewoli. Obaj próbowali uciec, ale zostali ujęci. Płk. Meyer (na przednim siedzeniu dalszego jeepa, w okularach) przekonywał Amerykanów, że Dunckern (na pierwszym planie, tyłem) nie był jego przyjacielem i że on nienawidzi SS oraz Gestapo.

Pododdziały kawalerii pancernej amerykańskiego XX Korpusu, podczas działań rozpoznawczych w kierunku Mozeli, natknęły się 6 września 1944 roku na elementy 17 Dywizji Grenadierów Pancernych i natychmiast zostały wycofane. 18 września doszło do ponownego spotkania obu jednostek. Amerykanie nie spodziewali się już spotkać Niemców w tym miejscu i teraz musieli pospiesznie zwierać swe – rozproszone dotąd – siły. Starcie to doprowadziło do kilku amerykańskich uderzeń na małą skalę.
Pierwszy atak przypuściła 5 Dywizja Piechoty, która próbowała uchwycić przyczółek na północ od Metzu. Atak został z łatwością odparty przez Niemców, podobnie jak następny, wprost na przedmieścia. Dopiero przy trzeciej próbie Amerykanom udało się zdobyć niewielki przyczółek na południe od Metzu.
Pod koniec września większość wojsk niemieckich, do tej pory skupionych na północ od Metzu, została przegrupowana na południe od miasta, z którego również wycofano część oddziałów. Wykorzystując osłabienie prawego skrzydła nieprzyjaciela, przystąpił do natarcia XII Korpus amerykański, ale został odparty przez obrońców. W ciągu następnych dwóch tygodni Amerykanie ograniczyli działania do ataków na małą skalę i patrolowania przedpola Metzu. Jednocześnie wojska XX Korpusu przechodziły intensywne szkolenie, wypróbowując różne metody zdobywania umocnień. Zważywszy na dotychczasowe niepowodzenia dowódca 3 Armii postanowił, zamiast atakować Metz frontalnie, obejść ugrupowanie przeciwnika i uderzyć od wschodu.
Atak został podjęty 8 listopada, a zastosowanie nowej taktyki doprowadziło do przełamania zewnętrznego pasa obrony. 14 listopada dowódcą 1 Armii niemieckiej został, w miejsce Knobelsdorfa, Generalleutnant Heinrich Kittel. Do 17 listopada wojska amerykańskie zdołały izolować większość ufortyfikowanych punktów oporu i następnie przypuścić szturm na miasto. Pierwsze oddziały wkroczyły do Metzu 18 listopada, a w trzy dni później Kittel został ciężko ranny i wzięty do niewoli, gdy Amerykanie zajęli podziemny szpital wojskowy. Jednakże, mimo że miasto zostało opanowane a walki ustały 22 listopada, pozostałe odizolowane forty broniły się nadal. Główne siły niemieckie zaczęły wycofywać się już 17 listopada, ścigane przez Amerykanów przez następne dwa dni.

## Rezultaty
Bezpośrednie atakowanie obsadzonych przez Niemców fortów nie było możliwe wobec nakazu oszczędzania amunicji artyleryjskiej XX Korpusu, który miał w najbliższym czasie próbować forsować rzekę Saarę. Niemniej izolowane forty kapitulowały jeden po drugim, szczególnie po poddaniu się 26 listopada Fortu Verdun. Ostatni punkt zorganizowanego oporu, obsadzony przez grenadierów z 462 Dywizji Grenadierów Ludowych, Fort Jeanne d’Arc, dotrwał aż do 13 grudnia.
Rezultat bitwy był oczywisty: wojska niemieckie zostały pokonane, Metz oswobodzony. Jednakże wstrzymywanie wojsk alianckich przez trzy miesiące pozwoliło Niemcom wycofać się w porządku, zregenerować siły i przygotować Dolinę Saary do obrony, co spowodowało, że siły alianckie wkroczyły do Niemiec dopiero w lutym 1945 roku.